# Денни, Дэвид
Дэвид Денни (англ. David Thomas Denny; 1832—1903) — один из основателей (пионер) города Сиэтл, член Denny Party.

## Биография
Родился 17 марта 1832 года в округе Патнам, штат Иллинойс, в семье Джона Денни (John Denny, 1793–1875) и Сары Денни (Sarah Latimer Boren Denny, 1805–1888), где росло ещё пятеро детей: Lewis, Alford, John, Arthur и Allen.
В 1851 году он отправился с крытой повозкой в составе группы Денни на запад — в Орегон. Затем вместе с товарищами John Low и Lee Terry отправился на лодке к будущему месту города Сиэтла, прибыв туда 25 сентября 1851 года. В последующие годы занимался вместе с группой обустройством выбранного места, защищая его в том числе в борьбе с индейцами.
Денни приобрёл землю и купил в 1884 год мельницу, назвав ее Western Mill. В следующем году он создал плотину на водоёме Portage Bay и управлял своей мельницей до 1895 года. Активно участвуя в общественной жизни, Денни занимал должность судьи по наследственным делам (Probate court) и уполномоченного округа Кинг, был членом городского совета Сиэтла, директором школы в Seattle Public Schools и регентом университета Territorial University of Washington, предшественника нынешнего Вашингтонского университета.

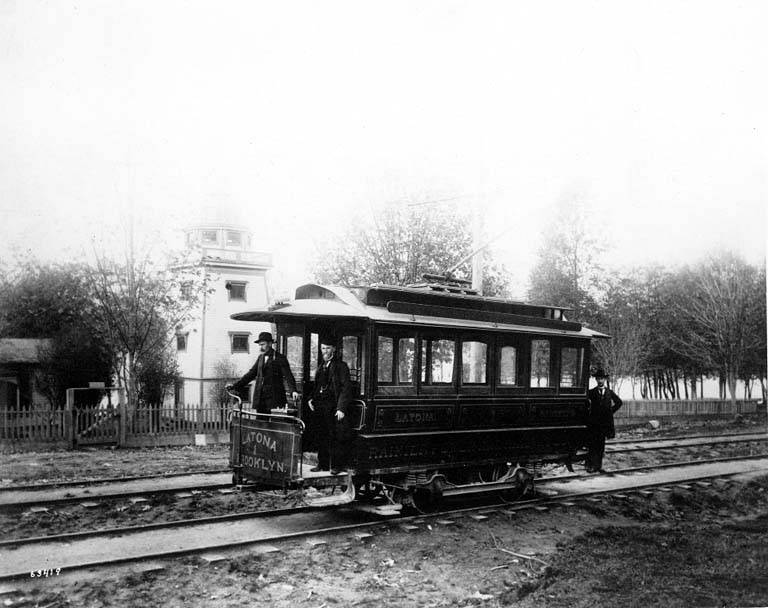
Дэвид Дэнни (второй слева) на трамвае своей компании

В начале 1880-х годов Дэвид Денни был одним из самых богатых граждан Сиэтла, его состояние оценивалось в 3 миллиона долларов США. Расширив свои земли, занимался сельским хозяйством. В 1890 году он перевез свою семью из и без того большого дома в особняк у подножия холма  Queen Anne Hill, а в следующем году основал компанию Rainier Power and Railway Company, которая занималась трамвайными перевозками.
Падение Дэвида Денни было  таким же драматичным, как и его взлет: в период с 1888 по 1895 год двое детей Дэвида и Луизы умерли, они пережили серьезный финансовый кризис после паники 1893 года, потеряв почти всё, включая свой новый особняк. Их единственным спасением стало то, что в годы богатства они отдаали своей дочери Эмили участок земли в Licton Springs, куда и переехали. В 1899 году, в возрасте 67 лет, Денни устроился на работу, наблюдая за строительством дороги через горный перевал Snoqualmie Pass, где получил случайную травму головы от своего рабочего. В следующем году работал на озере Keechelus Lake, помогая горнодобывающей компании искать золото.
Умер 25 ноября 1903 года в Сиэтле, штат Вашингтон. Был похоронен на городском кладбище Evergreen-Washelli Memorial Park. Позже рядом с ним была похоронена жена.
Интересно, что первое кладбище в Сиэтле, созданное в 1861 году, было на земле Дэвида Денни. В 1876 году тела умерших были перезахоронены на кладбище Washelli, которое в настоящее время является частью кладбища Evergreen-Washelli. Прежнее место кладбища Денни пожертвовал городу, которое стало первым парком Сиэтла и  ныне называется в честь Дэвида Денни. Еще одним пожертвованием городу стала территория Civic Auditorium (позже перестроенная под оперный театр, а теперь является McCaw Hall) и несколько других зданий, которые сейчас являются частью Сиэтл-центра (Seattle Center).
Наследием Дэвида Денни и Луизы Борен являются две школы в школьном районе Seattle Public Schools: Denny International Middle School и K-5 STEM @ Boren (бывшая Louisa Boren Middle School), обе расположены в районе Западного Сиэтла.

### Семья

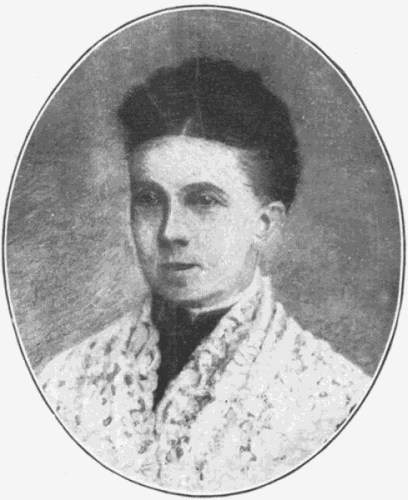
Жена − Луиза Борен

23 января 1853 года Дэвид Денни женился на своей сводной сестре Луизе Борен (Louisa Boren, 1827–1916), также являющейся членом Denny Party. Это была первая неиндейская в городе Сиэтле, которую на гражданской церемонии провёл Дэвид Мейнард, тоже пионер Сиэтла. В семье родилось восемь детей:
- Эмили Денни (1854–1918)
- Madge Decatur Denny (1857–1889)
- Abbie Denny Lindsley (1858–1915)
- John Bunyan Denny (1862–1913)
- Anna Louisa Denny (1865–1888)
- Jonothan Denny (1867–1867)
- David Thomas Denny (1867–1939)
- Victor Winfield Scott Denny (1869–1921)